# Kabinet-Faymann I

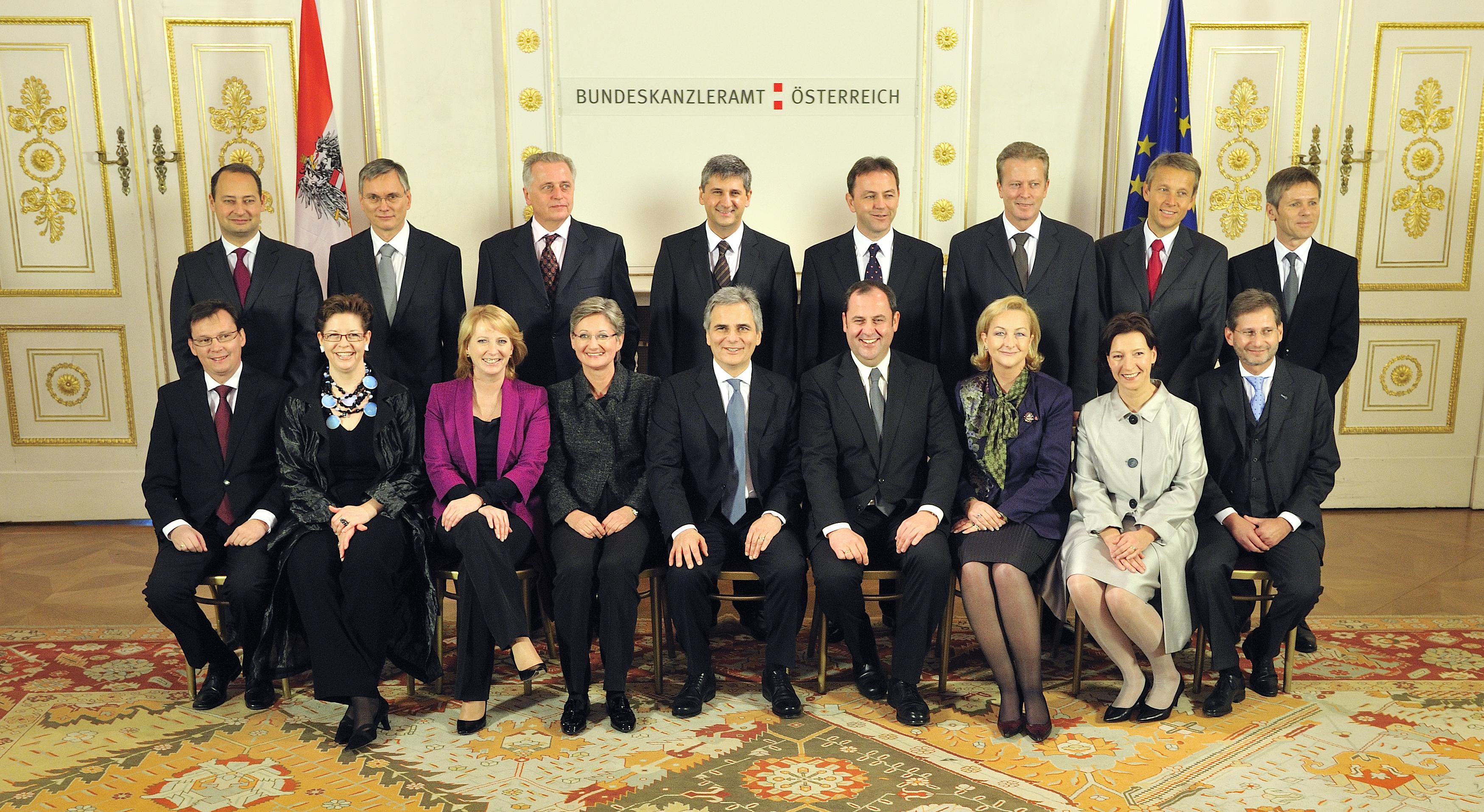
Kabinet-Faymann I

De regering-Faymann werd gevormd na de parlementsverkiezingen in 2008 en beëdigd op 2 december 2008. Werner Faymann trad aan als nieuwe kanselier en leidde een coalitie van SPÖ en ÖVP. Op 16 december 2013 werd het kabinet opgevolgd door het Kabinet-Faymann II.

## Ministers
| Ministerie                                          | Partij | Minister                                          | Partij | Opmerkingen                                                             |
| --------------------------------------------------- | ------ | ------------------------------------------------- | ------ | ----------------------------------------------------------------------- |
| Bondskanselier                                      |        | Werner Faymann                                    | SPÖ    |                                                                         |
| Minister van Financiën                              |        | Josef Pröll Maria Fekter                          | ÖVP    | tot 21 april 2011; tevens vicekanselier vanaf 21 april 2011             |
| Minister van Buitenlandse en Europese zaken         |        | Michael Spindelegger                              | ÖVP    | vanaf 21 april ook vicekanselier                                        |
| Minister van Gezondheid, Familie & Jeugd            |        | Alois Stöger                                      | SPÖ    |                                                                         |
| Minister van Binnenlandse zaken                     |        | Maria Fekter Johanna Mikl-Leitner                 | ÖVP    | tot 21 april 2011 vanaf 21 april 2011                                   |
| Minister van Justitie                               |        | Johannes Hahn Claudia Bandion-Ortner Beatrix Karl | ÖVP    | tot januari 2009 van januari 2009 tot 21 april 2011 vanaf 21 april 2011 |
| Minister van Defensie en Sport                      |        | Norbert Darabos Gerald Klug                       | SPÖ    | tot 11 maart 2013 vanaf 11 maart 2013                                   |
| Minister van Landbouw, Bosbouw, Milieu en Water     |        | Nikolaus Berlakovich                              | ÖVP    |                                                                         |
| Minister van Sociale zaken & Consumentenbescherming |        | Rudolf Hundstorfer                                | SPÖ    |                                                                         |
| Minister van Onderwijs, Kunst & Cultuur             |        | Claudia Schmied                                   | SPÖ    |                                                                         |
| Minister van Verkeer, Innovatie & Technologie       |        | Doris Bures                                       | SPÖ    |                                                                         |
| Minister van Economische zaken & Arbeid             |        | Reinhold Mitterlehner                             | ÖVP    |                                                                         |
| Minister van Wetenschap & Onderzoek                 |        | Johannes Hahn Beatrix Karl Karlheinz Töchterle    | ÖVP    | tot januari 2010 van januari 2010 tot 21 april 2011 vanaf 21 april 2011 |
| Minister van Vrouwenzaken & Openbare dienst         |        | Gabriele Heinisch-Hosek                           | SPÖ    | Heinisch-Hosek is tevens Bondsministerin                                |

## Staatssecretarissen
| Ministerie                                      | Partij | Minister         | Partij | Opmerkingen |
| ----------------------------------------------- | ------ | ---------------- | ------ | ----------- |
| Staatssecretaris in het Bondskanselieramt       |        | Josef Ostermayer | SPÖ    |             |
| Staatssecretaris van Financiën                  |        | Andreas Schieder | SPÖ    |             |
| Staatssecretaris van Economische zaken & Arbeid |        | Christine Marek  | ÖVP    |             |
| Staatssecretaris van Financiën                  |        | Reinhold Lopatka | ÖVP    |             |

Renner · Figl I · Figl II · Figl III · Raab I · Raab II · Raab III · Raab IV · Gorbach I · Gorbach II · Klaus I · Klaus II · Kreisky I · Kreisky II · Kreisky III · Kreisky IV · Sinowatz · Vranitzky I · Vranitzky I · Vranitzky III · Vranitzky IV · Vranitzky V · Klima · Schüssel I · Schüssel II · Gusenbauer · Faymann I · Faymann II · Kern · Kurz I · Bierlein · Kurz II · Schallenberg · Nehammer · Stocker